# Jordbro kyrka
Jordbro kyrka är en kyrkobyggnad i Jordbro i Stockholms län. Den är församlingskyrka i Österhaninge församling i Stockholms stift. Kyrkan ligger i anslutning till Jordbro centrum.

## Kyrkobyggnaden
Jordbro kyrka uppfördes efter ritningar av Cederwallgruppens arkitektkontor AB och invigdes i september 1971. Kyrkobyggnaden har en stomme av betong och ytterväggar av stående träpaneler. Kyrktaket är ett pulpettak som lutar från norr till söder och som är belagt med brunsvarta tegelpannor. En smal fönsterrad löper runt hela byggnaden. Norra fasadens fönster sitter högre upp än fönstren vid de övriga fasaderna. Kyrkorummet är orienterat i nord-sydlig riktning med koret i söder. I anslutning till kyrkan finns församlingslokaler.
En fristående klockstapel invigdes 1976. Dess annorlunda konstruktion består tre stolpar som går ihop i en spets högst upp. Mellan stolparna hänger en "koja" där kyrkklockan är placerad.

## Inventarier
- Altartavlan som invigdes 1980 är skuren i ek av konstnären Rolf Lilja. Ett altarbord som är samkomponerat med altartavlan skänktes till kyrkan 1981 av konstnären.
- Dopfunten av furu består av fyra ben som bär upp en dopskål av glas.

### Orgel
- Den mekaniska orgeln med sex stämmor levererades 1971 och byggdes av Emil Hammer Orgelbau i Hannover. Orgeln flyttades 2010 till Nordiska musikgymnasiet i Liljeholmen, Stockholm och ersattes av en tvåmanualig digitalorgel av märket Viscount.

| Manual       | Pedal      | Koppel  |
| Gedackt 8´   | Subbas 16´ | Man/Ped |
| Principal 4' |            |         |
| Rörflöjt 4'  |            |         |
| Waldflöjt 2' |            |         |
| Scharf III   |            |         |

## Galleri

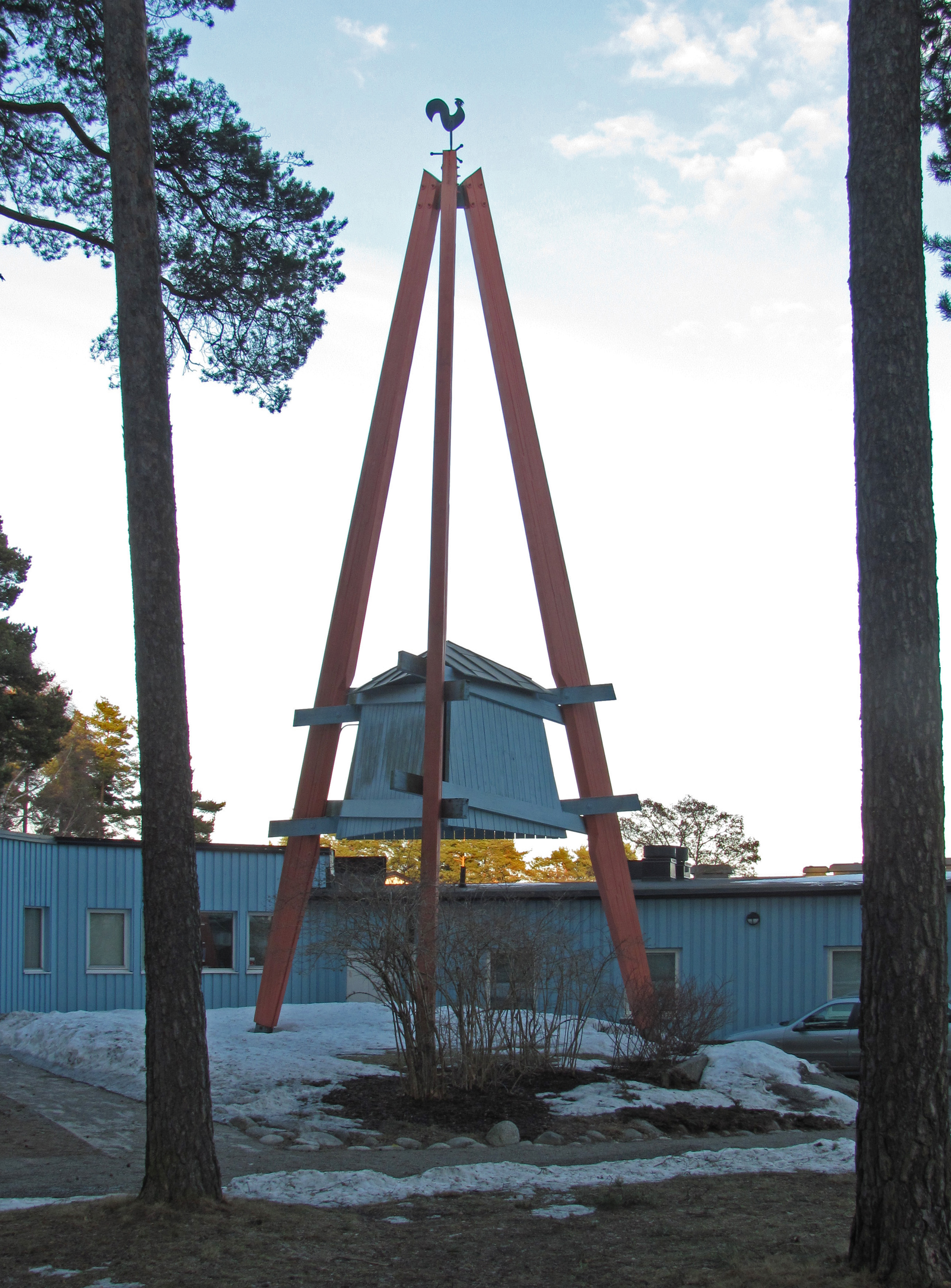
Jordbro kyrka - klockstapeln
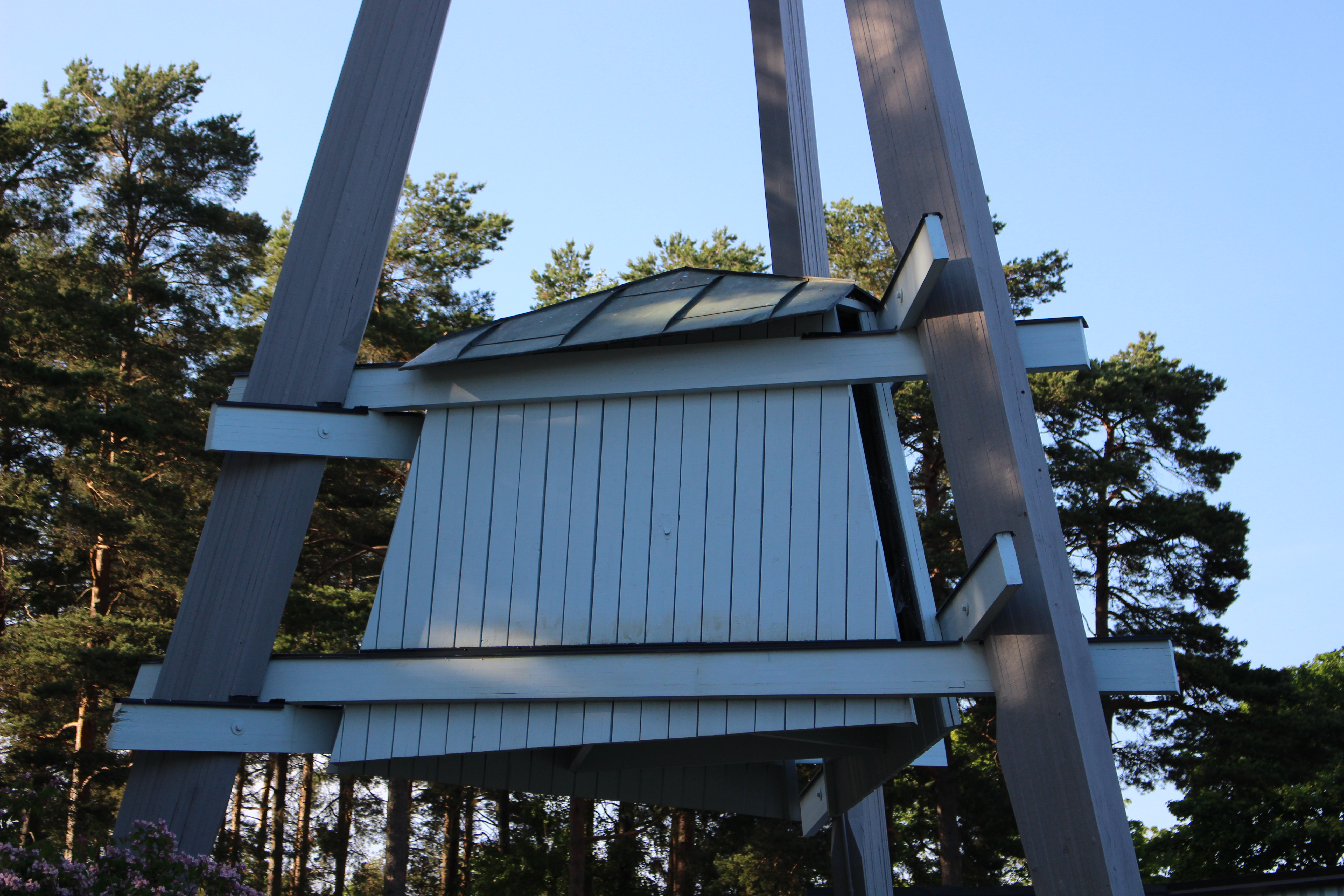
Behållare med kyrkklockor
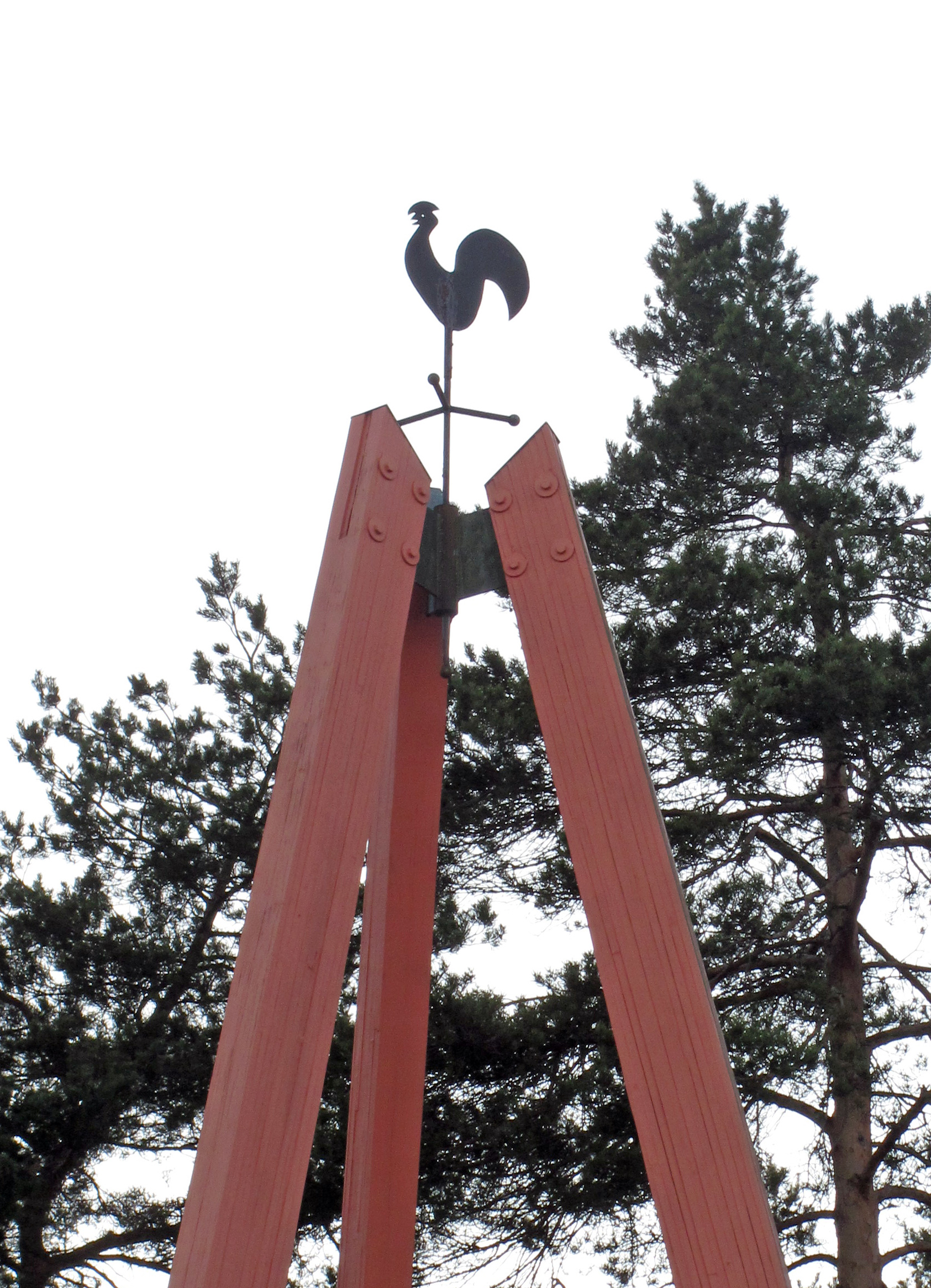
Klockstapelns topp
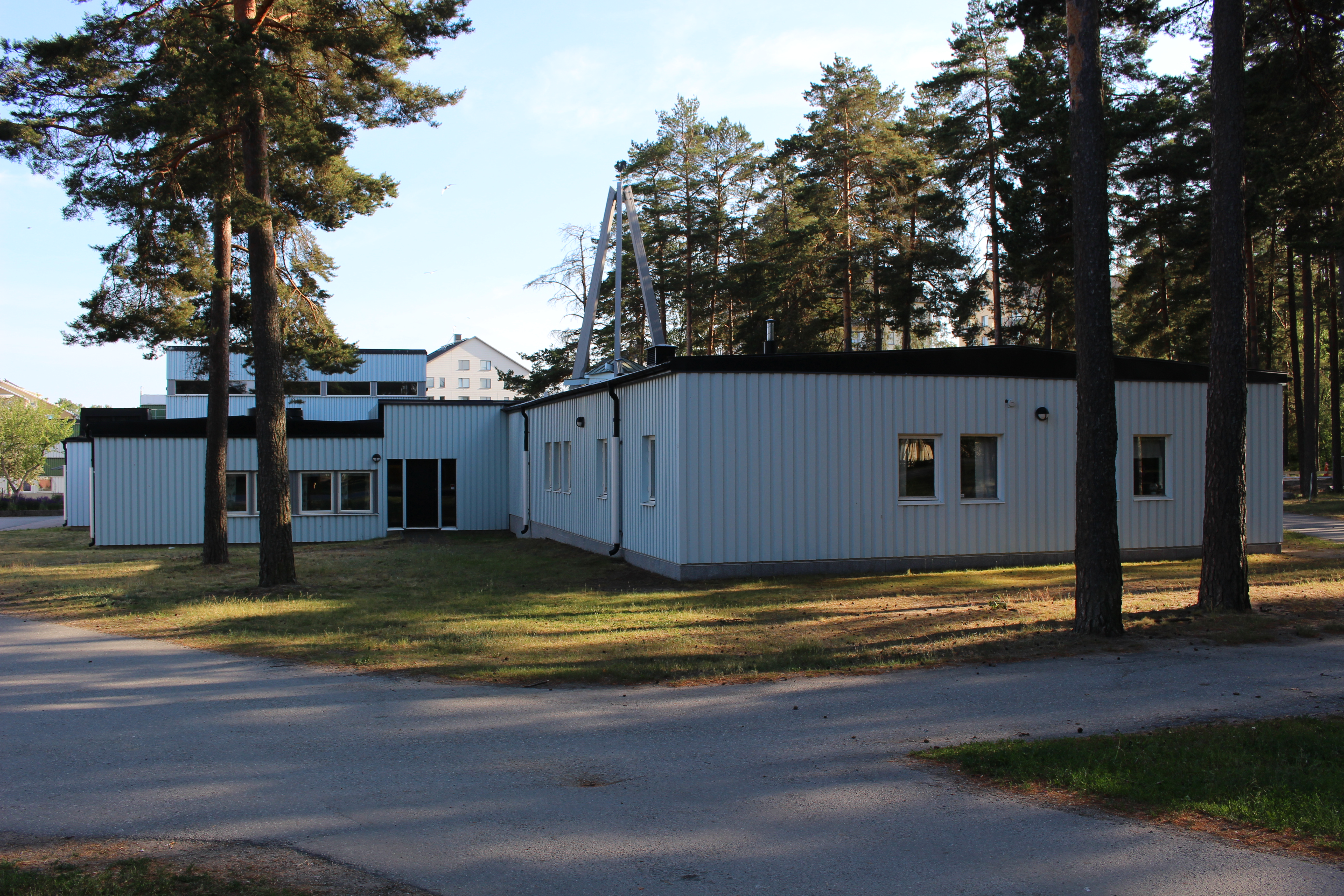
Kyrkan med församlingslokaler
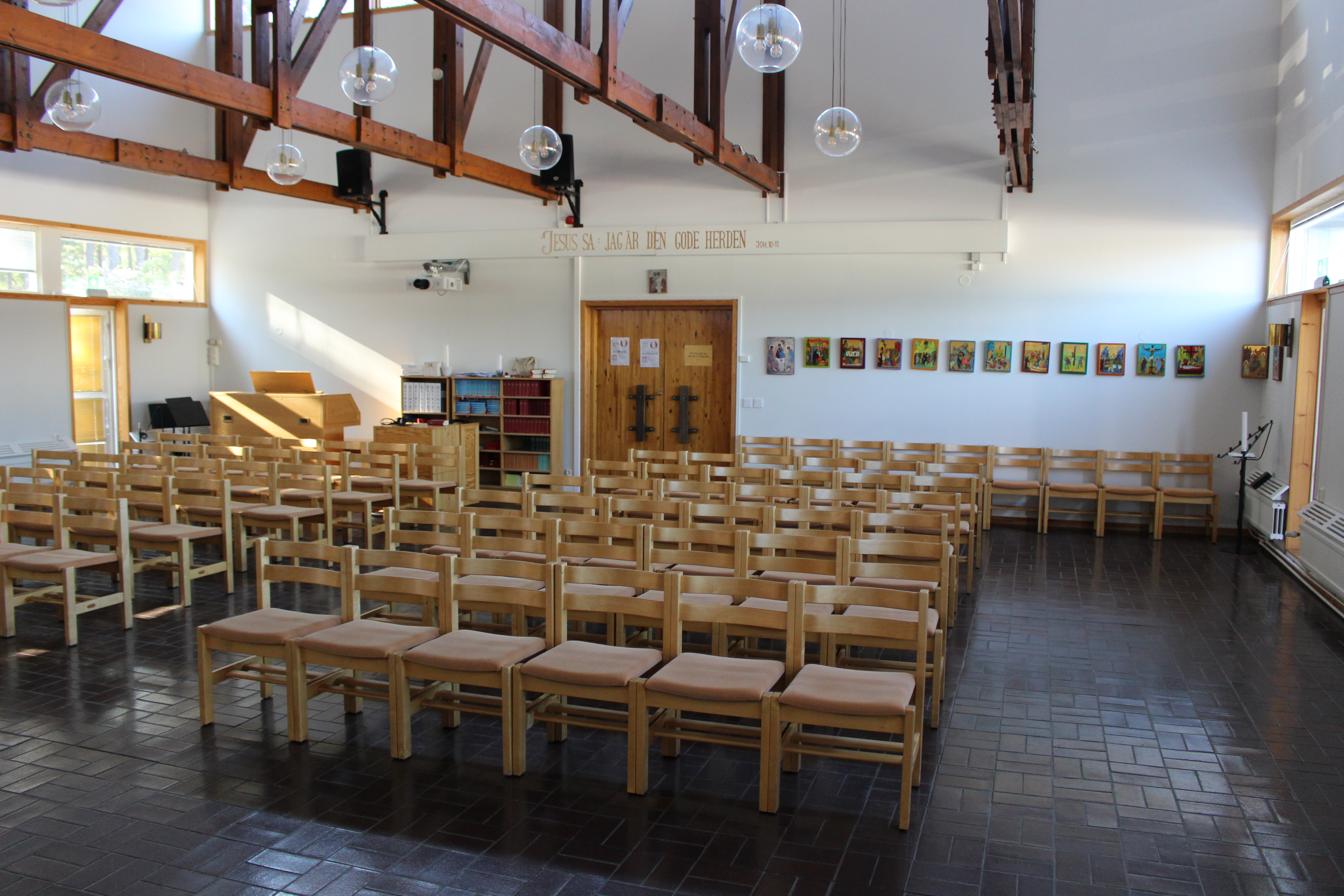
Kyrkorum mot ingång
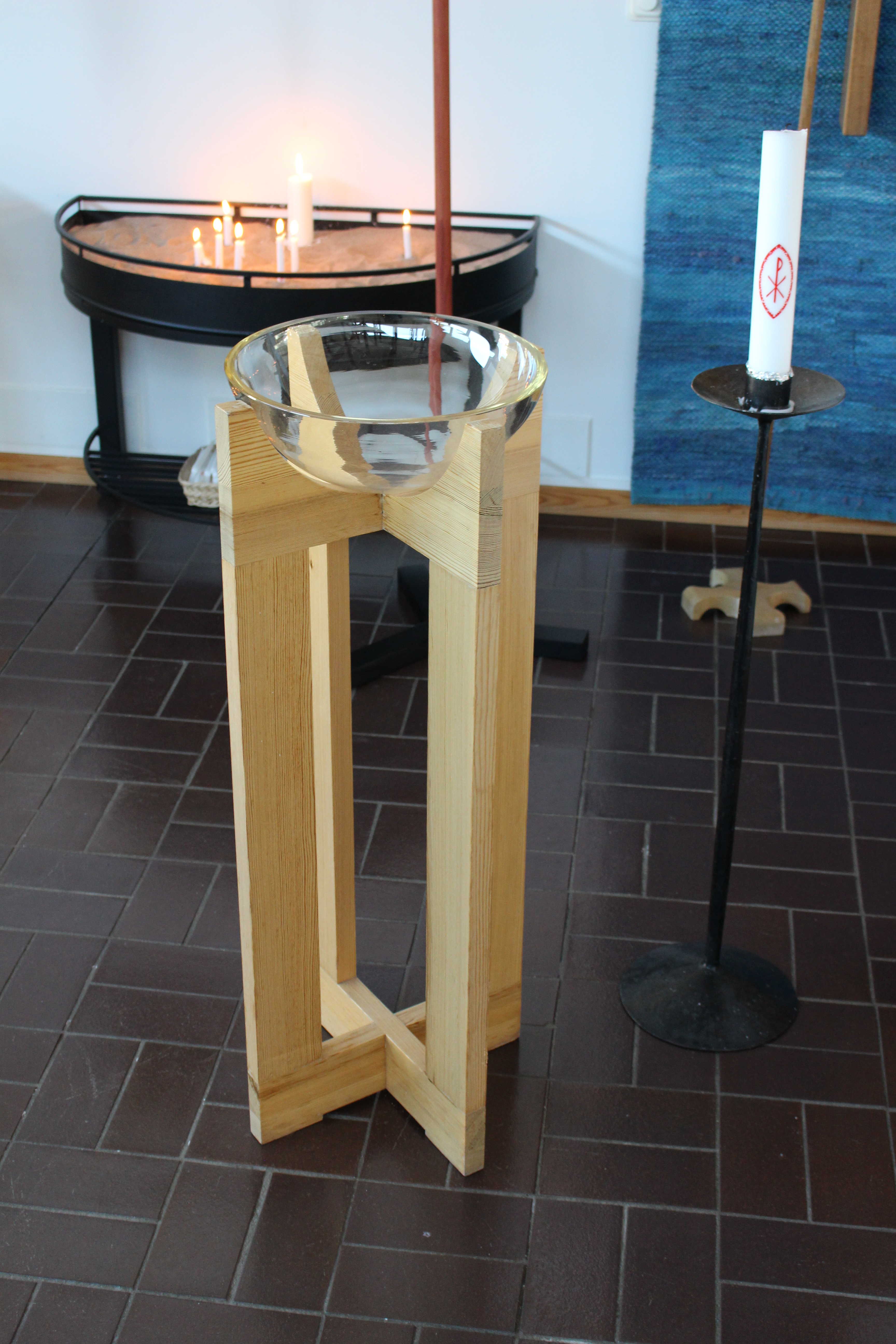
Dopfunt
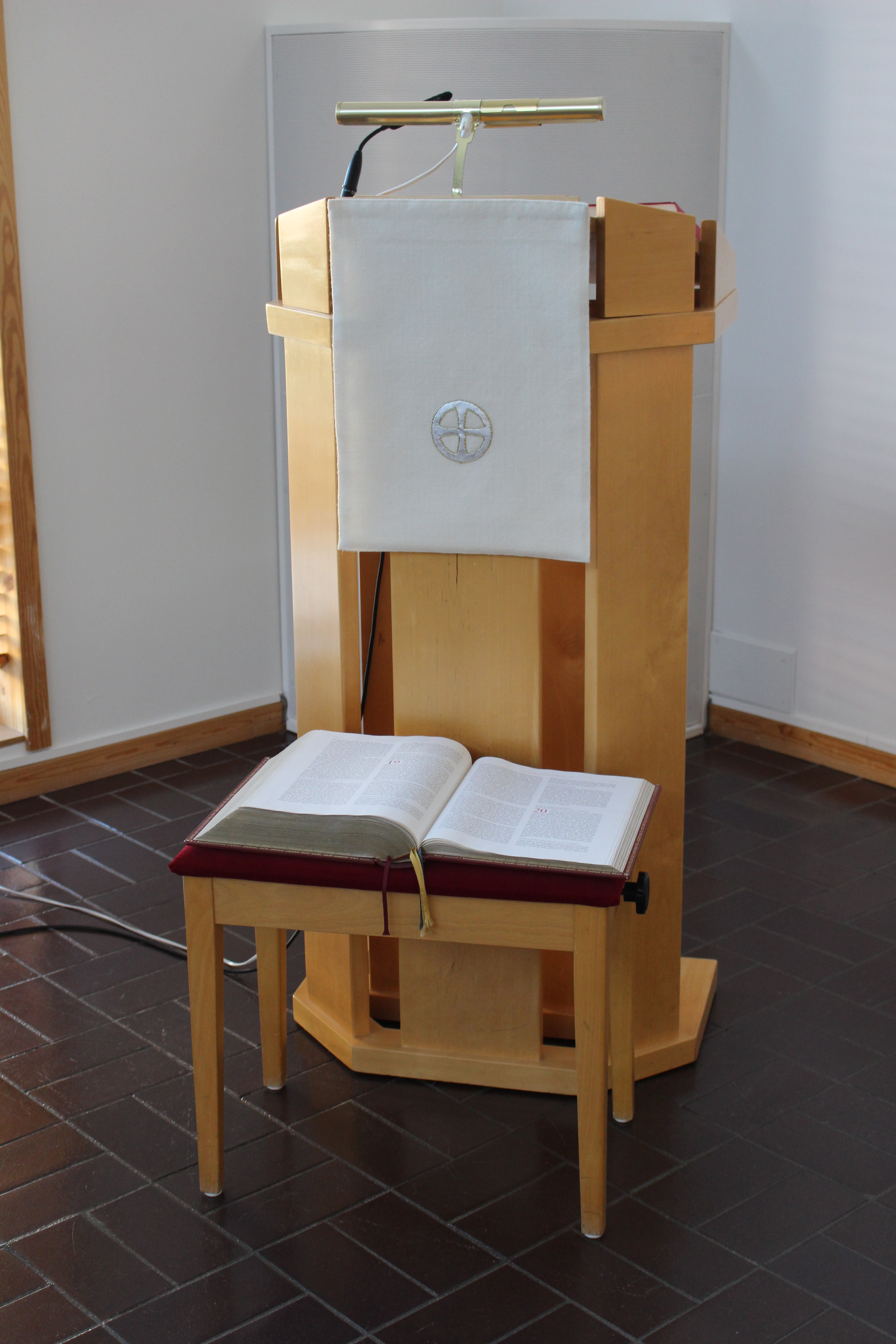
Ambo

### Webbkällor
- anläggningspresentation